# Batalla de Sarhu
La batalla de Sarhū fue un conjunto de enfrentamientos ocurridos en 1619 entre la dinastía Jin posterior (antecesora de la dinastía Qing) y la dinastía Ming junto a sus aliados del reino de Joseon. Este conflicto se destaca por el uso intensivo de la caballería por parte de los Jin, quienes lograron vencer a las tropas Ming y Joseon, a pesar de que estas contaban con armamento avanzado como mosquetes, cañones y armas de fuego portátiles.

## Curso de batalla

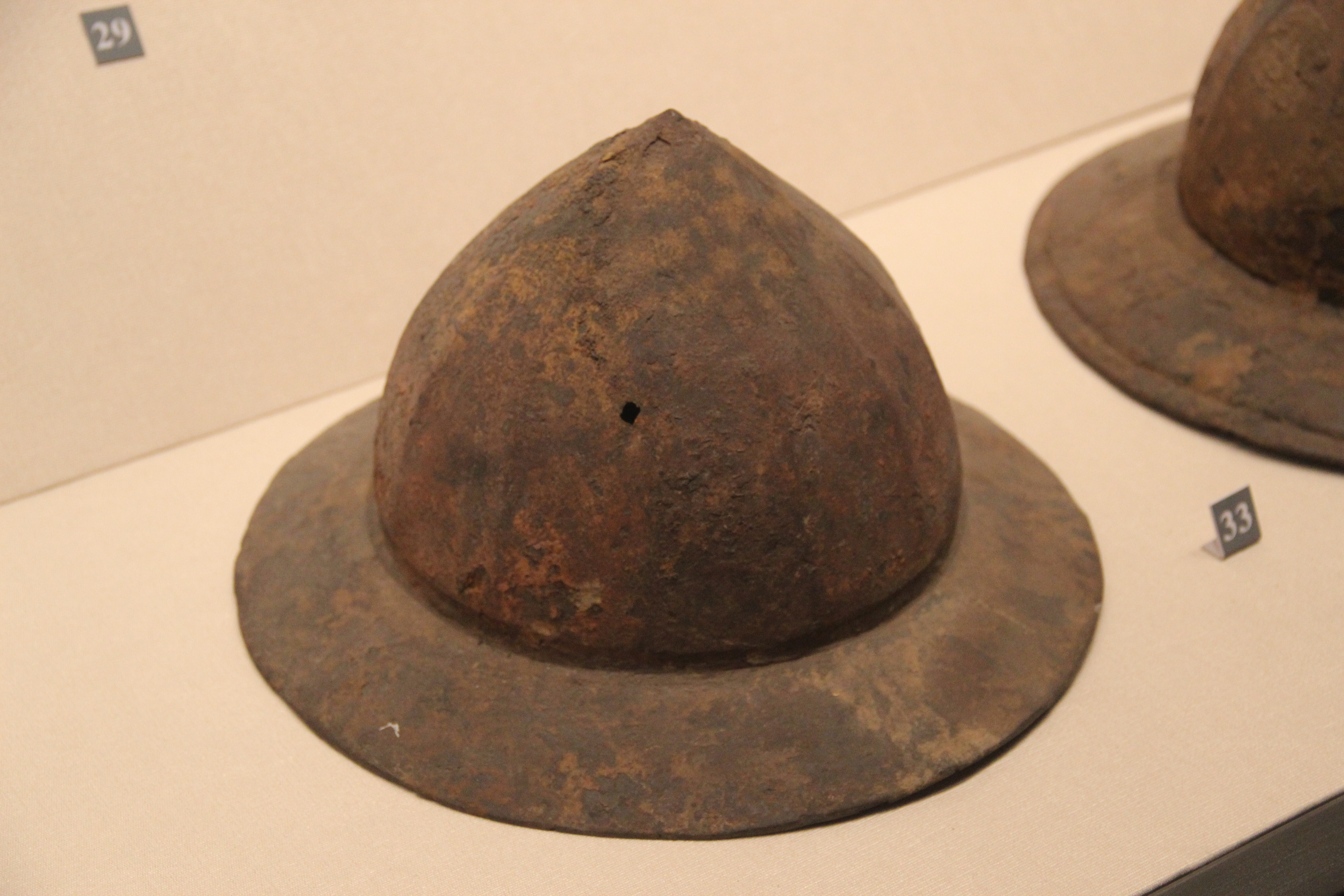
Casco de la dinastía Ming

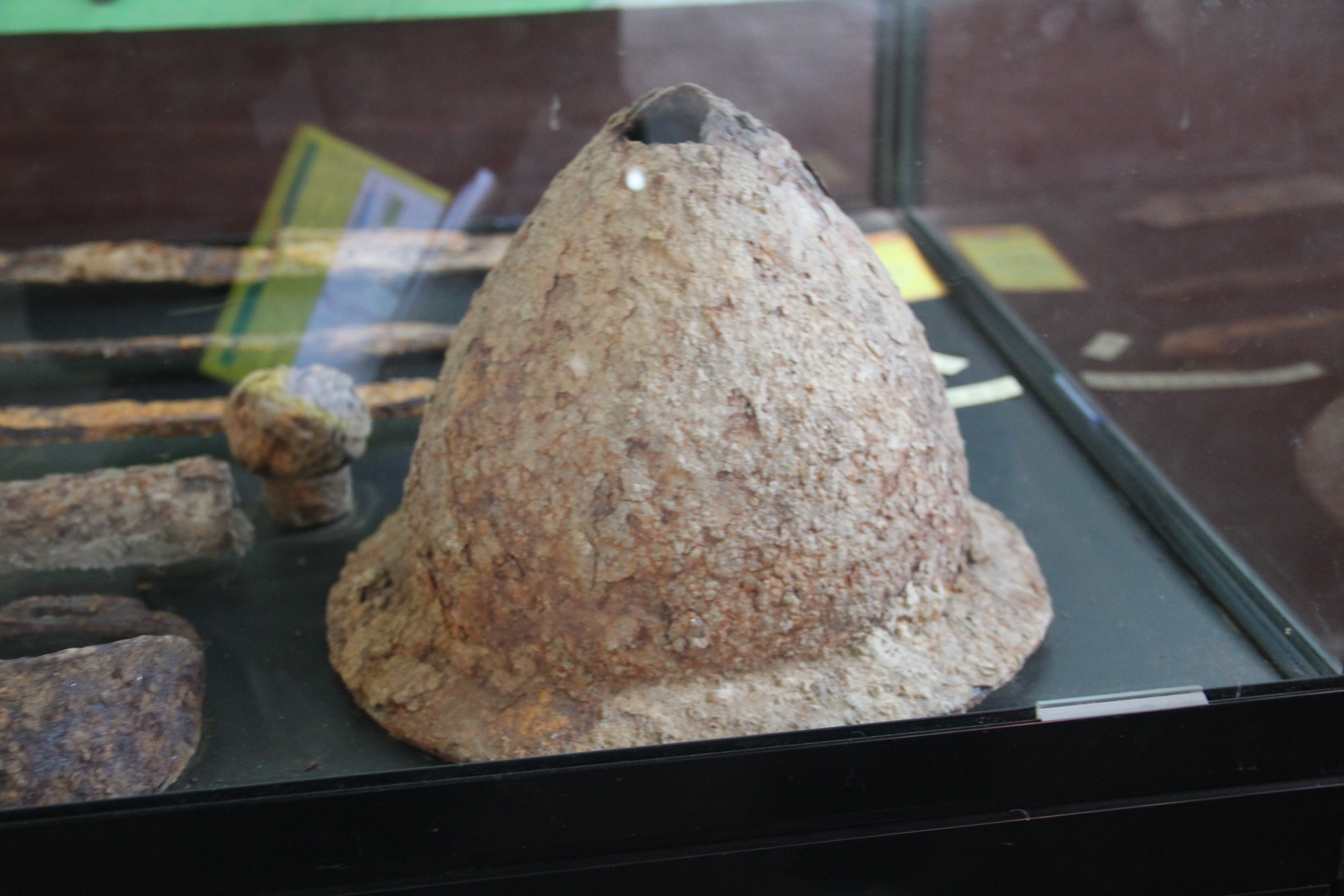
Casco Jurchen

Las tropas comandadas por Du Song salieron hacia el oeste desde Shenyang durante la noche del 29 del segundo mes lunar, avanzando bajo la luz de antorchas. Tenía la orden de llegar a la Puerta Yagu para el día 2 del tercer mes lunar, por lo que al día siguiente alcanzó Fushun, ubicada a unos 50km de distancia, y tomó la ciudad, que no ofreció resistencia. Sin embargo, el avance del ejército se vio obstaculizado por la nieve, lo que obligó a las tropas a permanecer en Fushun durante un tiempo. A pesar de las malas condiciones, Du, impaciente por continuar, decidió reanudar la marcha con su ejército tras diez días de espera.
Cuando las tropas de Du Song llegaron al río Hun, descubrieron que los Jin ya habían fortificado la orilla opuesta. Aunque le aconsejaron acampar y esperar hasta el día siguiente, Du rechazó la sugerencia y cruzó el río con 10.000 soldados para lanzar un ataque, dejando atrás a 20.000 hombres junto con la artillería y el equipaje. Una fuente lo acusa de haber tomado decisiones bajo los efectos del alcohol esa noche. Antes de cruzar, alguien le sugirió que se pusiera una armadura, pero él respondió que, pese a sus años en el ejército, nunca había usado una y ni siquiera sabía cuánto pesaba. Entonces cruzó sin protección. Cuando sus tropas estaban a mitad del río, Nurhaci dio la orden de romper unas presas previamente preparadas, lo que provocó una fuerte corriente que obligó a los hombres de Du a abandonar su equipo para poder escapar. El oficial encargado del cruce posterior, que debía llevar al resto de las fuerzas y el equipamiento, se negó a hacerlo al ver la violencia de las aguas. 
Esa noche, Du Song dividió su ejército en dos campamentos: uno en el paso montañoso de Sarhu y otro en el acantilado de Jilin, donde él mismo se instaló. Nurhaci, por su parte, envió a sus hijos Hong Taiji y Daišan, cada uno con un estandarte, para mantener a Du ocupado en Jilin, mientras él lideraba personalmente un ataque con seis estandartes contra el campamento ubicado en Sarhu.
El campamento de Sarhu logró resistir el primer ataque de los Jin, pero al lanzarse en persecución de los enemigos, cayó en una emboscada y fue obligado a retroceder hasta el río. Los mosqueteros Ming intentaron reagruparse para abrir fuego, pero fueron sorprendidos por la caballería Jin que los flanqueó, desarmó su formación y quebró por completo su moral.
Nurhaci concentró entonces todas sus fuerzas en el campamento principal de Du Song y lo rodeó por completo. Las tropas de Du quedaron sitiadas, y el uso de sus armas de fuego solo sirvió para delatar su posición a los enemigos. Du, junto a los generales Wang Xuan y Zhao Menglin, murió en combate mientras intentaban tomar una posición elevada cerca del río. Se dice que Du Song fue abatido por una flecha disparada por Laimbu, el decimotercer hijo de Nurhaci. Tras la victoria, los Jin persiguieron a los restos desorganizados del ejército Ming durante unos 20 li antes de reagruparse en formación. Luego se dirigieron a enfrentarse con las fuerzas de Ma Lin en Xiangjiayan.

### Ruta del Norte
Al enterarse de la pérdida de la Ruta Occidental, Ma Lin adoptó una postura más cautelosa. Dividió su ejército en dos partes y, junto con los remanentes del ejército de Du Song, compuestos principalmente por unidades de suministro, estableció tres campamentos fortificados en Xiangjiayan (Siyanggiyan), los cuales estaban protegidos por cañones y trincheras.
Nurhaci centró sus esfuerzos en el campamento de Ma Lin. Primero, envió un destacamento de jinetes para evaluar las defensas del campamento, y luego ordenó a mil infantes abrir fuego mientras él mismo avanzaba con sus estandartes para rodear el campamento Ming y llevar a cabo un ataque sorpresa. Las banderas de Nurhaci fueron tan rápidas que los artilleros Ming solo pudieron realizar un disparo antes de que los Jin los rodearan. En medio del pánico, las fuerzas Ming fueron derrotadas por la caballería Jin. La retaguardia intentó reagruparse bajo el liderazgo de Pan Zongyan y sus aliados Yihe (Jurchen), pero esto fue en vano, y la moral del ejército Ming colapsó. Ma Lin consiguió escapar, ya que la mitad de sus tropas fueron asesinadas o capturadas. Los otros dos grupos también fueron derrotados rápidamente.

### Ruta del Este
Yang Hao dio la orden de retirarse y reagruparse, pero Liu Ting nunca recibió el mensaje.
Nurhaci y Daišan regresaron a Hetu Ala con 4.000 tropas para intentar recuperarse. 
Los Jin decidieron atacar a Liu Ting a continuación, ya que las fuerzas de Li Rubai se movían principalmente por caminos de montaña. A diferencia de Du Song y Ma Lin, Liu había logrado cierto éxito al derrotar a los exploradores avanzados Jin, lo que resultó en la captura de tres fortalezas, la muerte de dos generales Jin y alrededor de 3.000 bajas del lado Jin. 
Antes de partir, Nurhaci ordenó que algunas de sus tropas se disfrazaran de soldados Ming y se infiltraran en el séquito de Liu Ting. Sus espías, haciéndose pasar por mensajeros de Du Song, entregaron una carta falsa a Liu Ting en la que se le informaba que Du Song ya se acercaba rápidamente a Hetu Ala y le pedían que apresurara su marcha. Liu, creyendo la información, cayó en la trampa y aceleró el paso de su ejército, lo que provocó que sus tropas perdieran cohesión a medida que se adentraban en un valle.
Liu Ting fue emboscado en el paso de Abudali, a menos de 60 li de Hetu Ala, mientras sus tropas se organizaban para cruzar el valle. Sus fuerzas lograron resistir el primer ataque de Daišan y repeler la primera carga, pero fueron derrotadas en la segunda carga por Hong Taiji, cuya bandera causó grandes bajas: alrededor de 3.000 soldados de Zhejiang y más de 7.000 soldados Hmong murieron. Liu Ting murió en combate después de haber matado personalmente a varios soldados Jin.
La fuerza de Joseon, compuesta por 10.000 mosqueteros y 3.000 arqueros, se vio afectada por el fuerte viento. Los arqueros de Joseon dispararon flechas sin punta, ya que no tenían intención de enfrentarse a los Jin y querían mantener una política neutral entre los Jin posteriores y los Ming. Sin embargo, los mosqueteros demostraron gran valentía y lucharon hasta que sus aliados se rindieron. Su resistencia fue muy admirada por el futuro emperador Qing, Hong Taiji. Finalmente, el comandante del contingente Joseon, Gang Hong-rip, se rindió junto con las tropas restantes.
Li Rubai recibió órdenes de retirarse y retiró a sus tropas a través de las fronteras Ming con bajas mínimas, perdiendo solo unos pocos cientos de hombres en pequeños enfrentamientos con la caballería Jin. Los funcionarios Ming afirmaron que la relación personal de Li Rubai con Nurhaci (ambos estaban emparentados con el padre de Li Rubai, Li Chengliang) fue la razón por la cual no fue perseguido, y planeaban llevarlo a juicio por ello. Sin embargo, Li Rubai se suicidó antes de que el juicio pudiera llevarse a cabo.

## Consecuencias
Yang Hao fue arrestado por la Guardia de Uniformes Bordados y encarcelado durante 10 años antes de ser ejecutado por Zhu Youjian. 
Li Rubai fue destituido por su relación personal con Nurhaci. Se suicidó antes del juicio. 
Ma Lin se retiró a Kaiyuan, donde fue capturado y asesinado por los Jin posteriores cuando conquistaron la ciudad unos meses después. 
Después de regresar a Hetu Ala, Nurhaci celebró junto a sus seguidores. Luego, envió un mensajero al rey de Joseon preguntando por qué habían ayudado a los Ming y expresando sus quejas. Para no enfurecer a Nurhaci, Joseon respondió con una carta felicitándolo por su victoria, pero mantuvo una postura ambigua en sus comunicaciones oficiales con el Jin Posterior y no reconoció su régimen.